# Macchi MC.205 Veltro
Macchi MC.205 Veltro (česky Chrt) byl italský stíhací letoun používaný během druhé světové války a patřil spolu s Reggiane Re.2005 a Fiatem G.55 k posledním italským válečným stíhačkám.
Sami piloti hodnotili Veltro díky jeho menší váze, lepším výkonům a vlastnostem v nižších a středních výškách lépe než Fiata G.55.

## Vývoj a nasazení

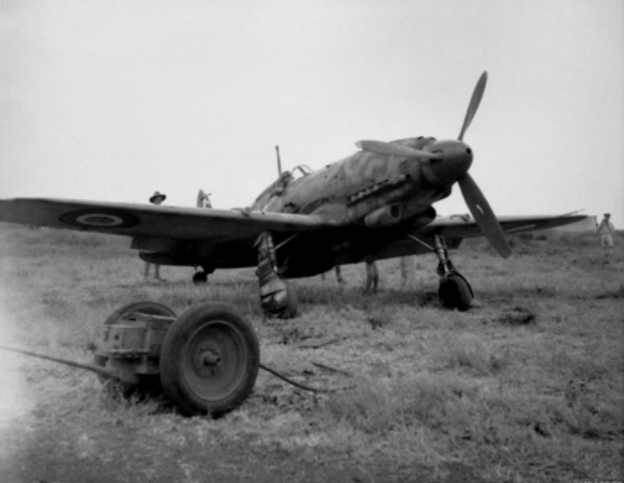
Ukořistěný stroj Macchi MC.205 na letišti Catania, Sicílie, RAAF, 1943

Macchi MC.205V „Veltro“ (Chrt) byl pokračováním úspěšné série MC.202, kde měl být odstraněn největší nedostatek - slabá výzbroj. Stroj však měl slabou stoupavost, což z hlediska jeho plánovaného určení - napadání vysokoletících spojeneckých bombardérů - nebyla dobrá vizitka.
Vznikl v dubnu 1942 adaptací draku Macchi MC.202 Folgore na zabudování německého dvanáctiválcového vidlicového motoru DB 605A-1 o výkonu 1084 kW. Většina nevelké sériové produkce byla dodána s licenčními motory Fiat RA-1050 RC-58 Tifone. Hlavňovou výzbroj u prvních sériových strojů tvořila dvojice synchronizovaných kulometů ráže 12,7 mm, od III. sériového bloku byly doplněny o dva kanóny MG 151 v křídle.
Poprvé byly MC.205V nasazeny nad Sicílií v červenci 1943, kdy doprovázely italské a německé torpédové letouny. Z celkového počtu 262 vyrobených strojů bylo v době kapitulace Itálie v letuschopném stavu pouze 66 exemplářů.
Zcela nové delší celokovové křídlo s plochou 19,03 m² dostal typ MC.205N Orione, který dosahoval rychlosti 627 km/h ve výšce 7000 m. Přes jeho nepopiratelnou vysokou hodnotu byly vyrobeny jen dva prototypy. Verze N-1 (sériové číslo MM 499) zalétaná 1. listopadu 1942 s výzbrojí jednoho kanónu Mauser MG 151/20 ráže 20 mm střílející dutou hřídelí vrtule a čtyř kulometů Breda-SAFAT ráže 12,7 mm. Pohon zajišťoval původní německý motor DB-605A-1. Druhý prototyp verze N-2 (MM 500) poprvé vzlétl 19. května 1943 s výzbrojí tří kanónů MG 151 a dvou kulometů.
Nedokončeny zůstaly i typy MC.206 a MC.207.

## Specifikace

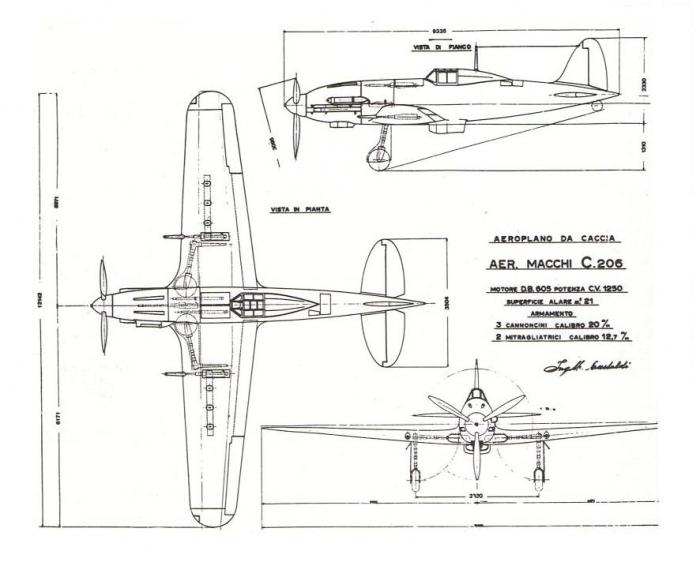
Třípohledový nákres MC.205

### Technické údaje
- Osádka: 1
- Rozpětí: 10,6 m
- Délka: 8,85 m
- Výška: 3,05 m
- Nosná plocha: 16,80 m²
- Vlastní hmotnost: 2581 kg
- Vzletová hmotnost: 3408 kg
- Pohonná jednotka: 1 × dvanáctiválcový vidlicový motor Fiat RA.1050 RC 58
- Výkon pohonné jednotky: 1100 kW

### Výkony
- Max. rychlost: 642 km/h
- Dostup: 10 500 m
- Dolet: 985 km

### Výzbroj
- 2 × kulomet Breda ráže 12,7 mm
- 2 × kanón ráže 20 mm
- 320 kg pum